# Designació provisional
En astronomia, una designació provisional és una convenció sobre nomenclatura astronòmica utilitzada per als objectes astronòmics recentment descoberts. La designació provisional és, normalment, reemplaçada per una designació permanent una vegada que s'ha calculat una òrbita fiable. En el cas dels asteroides, se n'han descobert tants que és probable que molts d'ells no se'ls assigni mai una denominació definitiva.
A continuació, es descriuen les particularitats de la nomenclatura segons el tipus d'objecte astronòmic.

## Satèl·lits
Els satèl·lits s'anomenen amb el prefix "S /", l'any de descobriment, una lletra referent al planeta i un nombre. El nombre fa referència a l'ordre de descobriment de satèl·lits en el mateix planeta i any. La lletra del planeta s'assigna d'acord amb la següent taula:
| Lletra | Planeta |
| ------ | ------- |
| H      | Mercuri |
| V      | Venus   |
| E      | Terra   |
| M      | Mart    |
| J      | Júpiter |
| S      | Saturn  |
| U      | Urà     |
| N      | Neptú   |
| P      | Plutó   |

Per exemple, el 13è satèl·lit descobert a Júpiter el 2003, s'anomenà provisionalment S/2003 J 13

## Anells dels planetes
Els anells dels planetes s'anomenen provisionalment de la mateixa manera que els satèl·lits però en comptes d'utilitzar la lletra S com a prefix s'utilitza la R.

## Planeta menor
El sistema actual de designació provisional dels planetes menors (asteroides, centaures i objectes transneptunians) fou establert el 1925, deixant obsoletes les convencions anteriors degut a l'enorme i creixent nombre d'objectes descoberts.
El primer element és l'any de descobriment, seguit per dues lletres i, opcionalment, un nombre.
| Valors de la primera lletra | Valors de la primera lletra | Valors de la primera lletra | Valors de la segona lletra | Valors de la segona lletra | Valors de la segona lletra | Valors de la segona lletra | Notació númerica | Notació númerica |  |
| Mes                         | De l'1 al 15                | Del 16 al 31                | lletra                     | ordre descobriment         | lletra                     | ordre descobriment         | Subíndex         | nombre           |  |
| --------------------------- | --------------------------- | --------------------------- | -------------------------- | -------------------------- | -------------------------- | -------------------------- | ---------------- | ---------------- |  |
| Gener                       | A                           | B                           | A                          | 1                          | O                          | 14                         | cap              | 25               |  |
| Febrer                      | C                           | D                           | B                          | 2                          | P                          | 15                         | 1                | 50               |  |
| Març                        | E                           | F                           | C                          | 3                          | Q                          | 16                         | 2                | 75               |  |
| Abril                       | G                           | H                           | D                          | 4                          | R                          | 17                         | 3                | 100              |  |
| Maig                        | J                           | K                           | E                          | 5                          | S                          | 18                         | 4                | 125              |  |
| Juny                        | L                           | M                           | F                          | 6                          | T                          | 19                         | 5                | 150              |  |
| Juliol                      | N                           | O                           | G                          | 7                          | U                          | 20                         | 6                | 175              |  |
| Agost                       | P                           | Q                           | H                          | 8                          | V                          | 21                         | 7                | 200              |  |
| Setembre                    | R                           | S                           | J                          | 9                          | W                          | 22                         | 8                | 225              |  |
| Octubre                     | T                           | U                           | k                          | 10                         | X                          | 23                         | 9                | 250              |  |
| Novembre                    | V                           | W                           | L                          | 11                         | Y                          | 249                        | 10               | 275              |  |
| Desembre                    | X                           | Y                           | M                          | 12                         | Z                          | 25                         | ..               |                  |  |
|                             |                             |                             | N                          | 13                         |                            |                            | n                | 25*n             |  |

Així la primera lletra indica la quinzena del descobriment dins de l'any ;"A" indica el descobrimetn en la primera quinzena de gener, "D" és la segona quinzena de febrer, "J" la primera de maig (no s'utilitza la "I"), i així fins a la "Y" per a la segona quinzena de desembre. La primera quinzena va de l'1 fins al 15, sense tenir en compte el nombre de dies que tindrà la segona quinzena.
La segona lletra i el nombre indica l'ordre o el descobriment dins la quinzena. El vuitè planeta menor descobert en la segona quinzena de marcs de 1950, per exemple, s'anomenaria provisionalment 1950 FH. Com que les noves tècniques fan que es descobreixin més de 25 objectes a la quinzena (recordem que no s'utilitza la I) s'hi afegeix un nombre que indica el nombre de vegades que les lletres han doblat. Llavors l'asteroide 28è descobert en la segona quinzena de marc de 1950 seria el 1950 FC1. A vegades per raons tècniques com les limitacions del codi ASCII, s'escriu 1950 FC1.
A vegades ha succeït que un sol objecte ha tingut diverses designacions provisionals per exemple (5878 Cherlene posseeix les designacions provisionals 1979 XU, 1991 CC1 1 1992 QZ).

### Designacions especials
Els planetes menors descoberts en quatre recerques astronòmiques especials tenen també designacions especials que consisteixen en un nombre (de l'ordre en la recerca), seguit d'un espai i un dels identificadors:
- P-L Recerca Palomar-Leiden (1960)
- T-1 Primera recerca de troians (1971)
- T-2 Segona recerca de troians (1973)
- T-3 Tercera recerca de troians (1977)

Per exemple, el 4659è asteroide descobert a la recerca Palomar-Leiden és 4659 P-L. la majoria d'aquests cossos ja tenen un nombre atribuït.

## Satèl·lits d'asteroides
Els satèl·lits dels asteroides s'anomenen provisionalment igual que els satèl·lits dels planetes, substituint la lletra que fa referència al planeta pel nombre de l'asteroide entre parèntesis.
Per exemple, el satèl·lit de l'asteroide (87) Sylvia, es va denominar provisionalment S/2001 (87) 1.

## Cometes
La designació provisional dels Cometes és similar a la dels asteroides, excepte que només s'usa una lletra en comptes de dos. Per tant, la designació tindria igualment l'any de descobriment i una lletra referent a la quinzena. En aquest cas, l'ordre de descobriment es representa simplement per un nombre. Als cometes se'ls afegeix un prefix referent a la seva classificació. Els cometes periòdics afegeixen "P /", els no periòdics "C /, els que s'han desintegrat " D / "i els que es coneixen únicament per dades històriques " X / ".
Per exemple, el primer cometa descobert la primera quinzena de 2008, es va denominar 2008 A1. I en resultar no ser periòdic, se li afegí el prefix "C /", resultant C/2008 A1
Si un cometa es divideix en diversos fragments, cada fragment rep la denominació del nom del cometa original i una lletra com sufix, començant per les majúscules i seguit de les minúscules. S'assumeix que és poc probable seguir més de 52 fragments d'un cometa. Per exemple, si el cometa 2008 A1 es fragmentés en dos, els fragments es denominarien C/2008 A1 A i C/2008 A1 B.
Si un cometa té en principi una aparença asteroidal i rep una denominació provisional tipus asteroide, després de desenvolupar una cua i descobrir que és un cometa, mantindrà aquesta denominació.